# Wilhelmus Frederik van Leeuwen

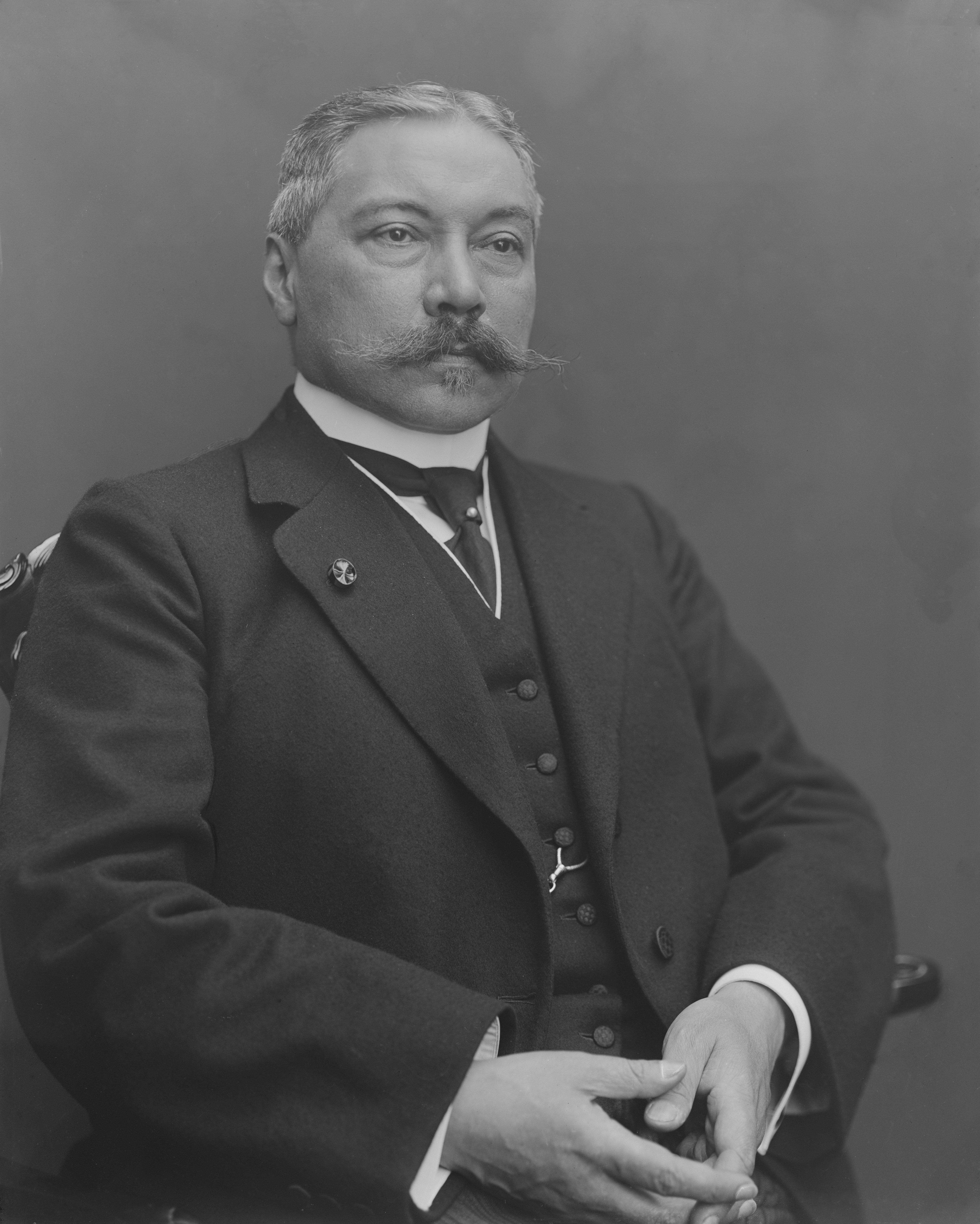
Wilhelmus Frederik van Leeuwen.

Wilhelmus Frederik van Leeuwen (Soerabaja, 18 april 1860 – Den Haag, 6 september 1930) was een Nederlands politicus.

## Loopbaan
Van Leeuwen studeerde aan de Universiteit van Amsterdam, was senator van het studentencorps aldaar, promoveerde in 1883 tot doctor in de rechtswetenschappen en vestigde zich daarna als advocaat en procureur in de hoofdstad.
Van Leeuwen was een voortvarend bestuurder van Indische afkomst met vele nevenfuncties. Hij was een succesvol wethouder en burgemeester van de gemeente Amsterdam. Hij hekelde als liberaal lid van de Eerste Kamer de bemoeizucht van de minister van Binnenlandse Zaken. Hij was de eerste vicepresident van de Raad van State die niet van adel was en commissaris van de Koningin in de provincie Noord-Holland.
Van Leeuwen was daarnaast onder meer curator der Gemeente Universiteit van Amsterdam, erelid van diverse verenigingen, zoals van het Koninklijk Oudheidkundig Genootschap, en voorzitter van het Zuid-Sumatra Instituut en van de Raad van Commissarissen van de Twentsche Bank. Hij overleed na een kortstondig ziekbed en werd begraven op de Begraafplaats Westerveld.

## Privéleven
W.F. van Leeuwen was getrouwd met Petronella Alida Waller, lid van het geslacht Waller. Hij is de vader van Wilhelmus Hendrik van Leeuwen (1887-1960), president-directeur van de Koninklijke Nederlandsche Gist- en Spiritusfabriek, en bankier en politicus Herman François van Leeuwen (1890-1975).